# Paul Passy

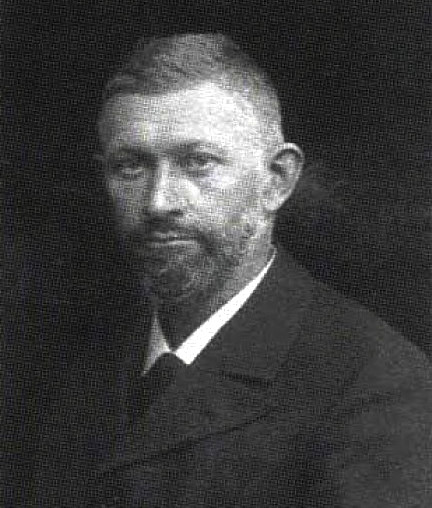
Paul Passy (1859-1940).

Paul Édouard Passy (13 de janeiro de 1859, Versalhes — 21 de março de 1940, Bourg-la-Reine) foi um linguista Francês, fundador da Associação Fonética Internacional em 1886. Ele teve participação na elaboração do Alfabeto Fonético Internacional.

## Início da vida
Paul Passy nasceu em uma família francesa notável: seu pai  Frédéric, economista e político, foi o primeiro a receber (junto com Henry Dunant) o Prêmio Nobel da Paz em 1901. Passy dominado Inglês, Alemão, Italiano como uma criança, estudou sânscrito e Gothic Latina na École des Hautes Études.Ele se formou na universidade aos 19 anos e passou dez anos como professor de línguas (Inglês e Alemão) em escolas públicas como uma alternativa ao serviço militar. Em torno deste tempo, ele também se tornou um cristão comprometido.

## Carreira
Passy foi em grande parte autodidata em fonética; seu interesse foi motivado por sua insatisfação com os métodos de ensino da língua na época. Em 1886, Passy fundou a Associação dos Professores fonéticas ", que mais tarde tornou-se o Associação Fonética Internacional; seu amigo Otto Jespersen foi um dos primeiros membros da associação. 
Passy deu aulas particulares de fonética e pronúncia francesa em sua casa em Bourg-la-Reine; entre os seus alunos estava  Daniel Jones. Em 1894, assumiu uma cadeira no geral e comparativos Fonética na École des Hautes Études (cargo criado especialmente para ele), e por 1897 tinha-se tornado um diretor-assistente da escola. Além de um hiato de quatro anos, com início em 1913, quando ele foi demitido por motivos políticos para se opor uma extensão do serviço militar obrigatório, ele permaneceu na École des Hautes Études até sua aposentadoria em 1926.
Em 1896, ele começou a dar palestras e aulas práticas fonética na Sorbonne, onde foi o primeiro professor a insistir que as mulheres sejam autorizados a assistir suas aulas.